# 龜岩洞窟
35°11′7.4″N 140°3′36.3″E / 35.185389°N 140.060083°E

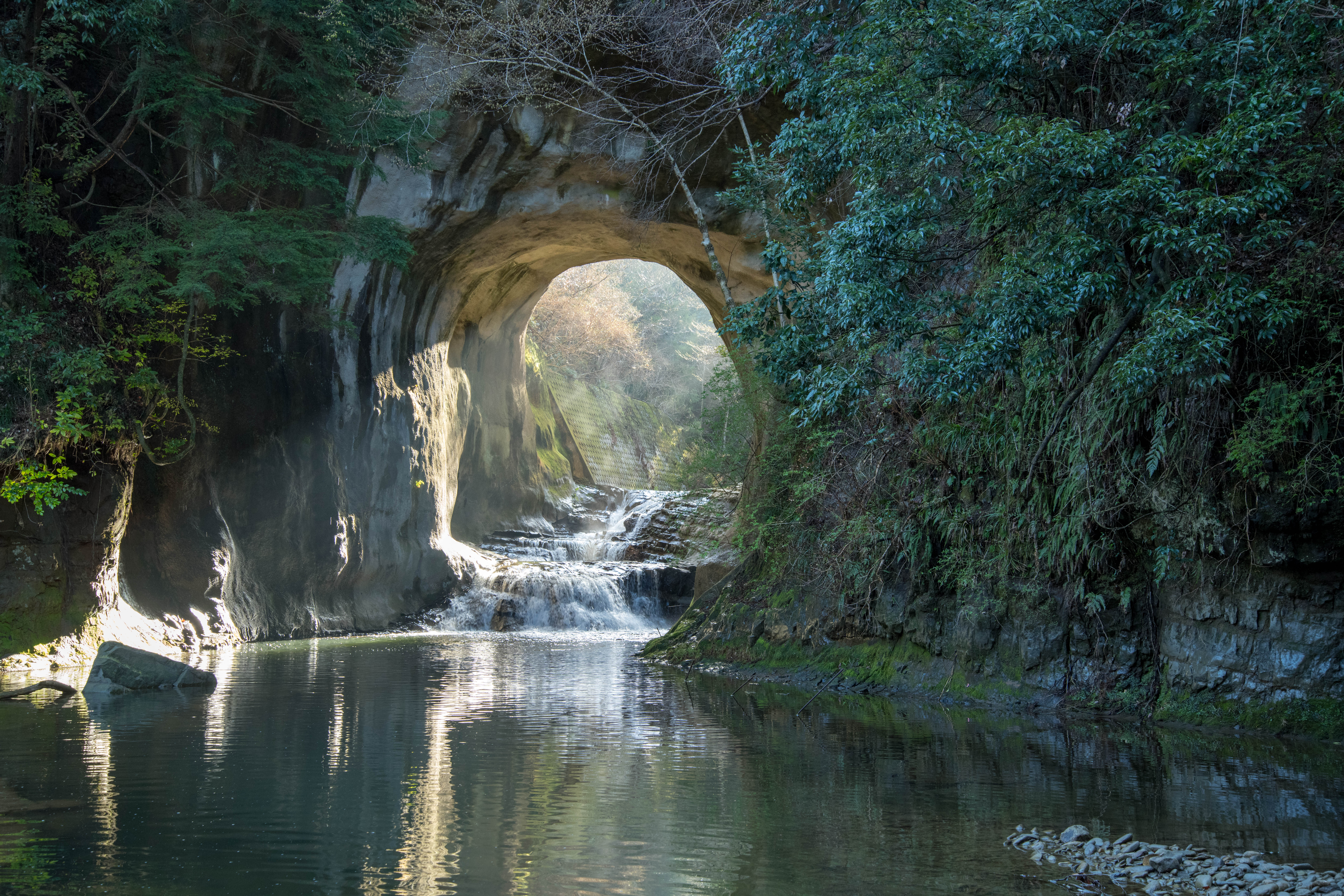
龜岩洞窟和流過的瀑布

龜岩洞窟位於千葉縣君津市的清水溪流廣場內，是江戶時代初期（約1660年）為了引水種植農作，以人工開鑿出的洞窟，因為洞窟中有幾塊形似烏龜的石頭，因此得名龜岩。在特定月份可以見到洞窟呈現心形倒影的美景，自從2015年照片被發布在Instagram上此地美景開始聞名於世。洞窟上方是千葉縣道24號線千葉鴨川線。

## 外部連結
- 清水渓流広場（濃溝の滝・亀岩の洞窟）-- 君津市觀光課